# Saxobeats
«Saxobeats» — дебютний студійний альбом румунської співачки Александри Стан. Вийшов 29 серпня 2011 року на лейблах Maan Music, Columbia, Ultra та Play On/Jeff.

## Передісторія та створення
2011 року Александра Стан уклала контракт з Maan Studio, бо раніше встигла взяти участь у відомо румунському фестивалі «Mamaia». Там вона записала свій перший сингл — «Lollipop», який не підкорив чартів, але став відомим у всьому світі. Після цього артистка підписалася на музичний лейбл Ultra Records .
Під час концерту в Чехії, Стан в інтерв'ю анонсувала закінчення запису і роботи над альбомом .

## Сингли
«Mr. Saxobeat» вийшов як головний сингл з альбому 24 лютого 2011 року. Пісня отримала світовий успіх, і підкорила чарти у 12 країнах, і потрапила в Тор-5 в 15 інших держав.
«Get Back (ASAP)» став другим міжнародним синглом, що вийшов 19 березня 2011 року. Пісня досягла 4 місця в Румунії і 19 у Франції.
«Lollipop (Param Pam Pam)» був промо-синглом, що вийшов ще 2009 року. Пісня потрапила в Romanian Top 100 2010 року. 31 травня сингл вийшов у США, як другий офіційний.
«One Million» був записаний за участю репера Carlprit, і розісланий на мейнстрімові радіостанції Бельгії та Франції. Пісня потрапила в чарти Румунії, ставши 44 .

## Списки композицій
| #   | Назва                      | Автор                           | Тривалість |
| --- | -------------------------- | ------------------------------- | ---------- |
| 1.  | «Mr. Saxobeat»             | Стан                            | 3:15       |
| 2.  | «Ting-Ting»                |                                 | 3:55       |
| 3.  | «Lollipop (Param Pam Pam)» | Стан                            | 3:54       |
| 4.  | «Crazy»                    |                                 | 3:29       |
| 5.  | «Get Back (ASAP)»          | Andrei Nemirschi, Marcel Prodan | 3:29       |
| 6.  | «One Million»              |                                 | 3:18       |
| 7.  | «Show Me the Way»          |                                 | 3:42       |
| 8.  | «Bitter-Sweet»             |                                 | 3:36       |
| 9.  | «Mr. Saxobeat»             |                                 | 3:41       |
| 10. | «Lollipop (Param Pam Pam)» |                                 | 3:20       |
| 11. | «Get Back (ASAP)»          |                                 | 4:27       |

| Digital download | Digital download                     | Digital download |
| #                | Назва                                | Тривалість       |
| ---------------- | ------------------------------------ | ---------------- |
| 12.              | «Mr. Saxobeat» (Extended Version)    | 4:16             |
| 13.              | «Get Back (ASAP)» (Extended Version) | 4:27             |

## Чарти
| Чарт (2011)           | Найвища позиція |
| --------------------- | --------------- |
| Austrian Albums Chart | 25              |
| Finnish Albums Chart  | 27              |
| French Albums Chart   | 76              |
| German Albums Chart   | 29              |
| Swiss Albums Chart    | 24              |

## Історія виходу
| Регіон    | Дата            | Формат               | Лейбл                |
| --------- | --------------- | -------------------- | -------------------- |
| Франція   | 29 серпня 2011  | CD, digital download | Play On/Jeff Records |
| Німеччина | 9 вересня 2011  | CD, digital download | Columbia Records     |
| Польща    | 23 вересня 2011 | CD, digital download | Universal Music      |
| Італія    | 4 жовтня 2011   | Digital download     | EGO Italy            |
| Італія    | 11 жовтня 2011  | CD                   | EGO Italy            |
| США       | 18 жовтня 2011  | Digital download     | Ultra Records        |
| Канада    | 18 жовтня 2011  | Digital download     | Ultra Records        |
| Канада    | 24 жовтня 2011  | CD                   | Ultra Records        |
| США       | 24 жовтня 2011  | CD                   | Ultra Records        |